# Саут-Гейвен (Канзас)
Саут-Гейвен (англ. South Haven) — місто (англ. city) в США, в окрузі Самнер штату Канзас. Населення — 324 особи (2020).

## Географія
Саут-Гейвен розташований за координатами 37°2′59″ пн. ш. 97°24′3″ зх. д. / 37.04972° пн. ш. 97.40083° зх. д. (37.049818, -97.400888).  За даними Бюро перепису населення США в 2010 році місто мало площу 2,04 км², уся площа — суходіл. В 2017 році площа становила 2,59 км², уся площа — суходіл.

## Демографія
Згідно з переписом 2010 року, у місті мешкали 363 особи в 142 домогосподарствах у складі 97 родин. Густота населення становила 178 осіб/км².  Було 172 помешкання (84/км²).
Расовий склад населення:
| - 94,2 % — білих - 1,7 % — корінних американців - 0,3 % — чорних або афроамериканців - 0,3 % — азіатів - 1,9 % — осіб інших рас |

До двох чи більше рас належало 1,7 %. Частка іспаномовних становила 7,4 % від усіх жителів.
За віковим діапазоном населення розподілялося таким чином: 30,3 % — особи молодші 18 років, 56,8 % — особи у віці 18—64 років, 12,9 % — особи у віці 65 років та старші. Медіана віку мешканця становила 37,3 року. На 100 осіб жіночої статі у місті припадало 101,7 чоловіків;  на 100 жінок у віці від 18 років та старших — 94,6 чоловіків також старших 18 років.
Середній дохід на одне домашнє господарство  становив 48 642 долари США (медіана — 43 750), а середній дохід на одну сім'ю — 56 114 долари (медіана — 55 625). За межею бідності перебувало 16,7 % осіб, у тому числі 17,6 % дітей у віці до 18 років та 25,6 % осіб у віці 65 років та старших.
Цивільне працевлаштоване населення становило 153 особи. Основні галузі зайнятості: виробництво — 26,1 %, освіта, охорона здоров'я та соціальна допомога — 20,9 %, мистецтво, розваги та відпочинок — 12,4 %, роздрібна торгівля — 9,2 %.